# Al Riffa Sports Club
 (juillet 2015).
Si vous disposez d'ouvrages ou d'articles de référence ou si vous connaissez des sites web de qualité traitant du thème abordé ici, merci de compléter l'article en donnant les références utiles à sa vérifiabilité et en les liant à la section « Notes et références ».
Actualités
Le Al Riffa Sports Club (en arabe : نادي الرفاع الرياضي), plus couramment abrégé en Riffa Club, est un club bahreïni de football fondé en 1953 et basé à Riffa.

## Histoire
Le club atteint les demi-finales de la Coupe de l'AFC en 2010, en étant battu par le Qadsia Sporting Club.

## Palmarès
| Compétitions nationales | Compétitions internationales                               |                                                       |
| --- | ---------------------------------------------------------- | ----------------------------------------------------- |
| \| - Championnat de Bahreïn (14) : - Champion : 1981-82, 1986-87, 1989-90, 1992-93, 1996-97, 1997-98, 1999-00, 2002-03, 2004-05, 2011-12, 2013-14, 2018-19, 2020-21, 2021-22 - Vice-champion : 2003-04, 2006-07, 2008-09, 2010-11 et 2023-24. - Coupe de Bahreïn (7) : - Vainqueur : 1973, 1985, 1986, 1998, 2010, 2019 et 2021. - Finaliste : 1963, 1968, 1982, 1983, 2009, 2012, 2013 et 2016. \| \| - Supercoupe de Bahreïn : - Finaliste : 2007 et 2014. \| | - Coupe du golfe des clubs champions : - Finaliste : 1982. |                                                       |
| - Championnat de Bahreïn (14) : - Champion : 1981-82, 1986-87, 1989-90, 1992-93, 1996-97, 1997-98, 1999-00, 2002-03, 2004-05, 2011-12, 2013-14, 2018-19, 2020-21, 2021-22 - Vice-champion : 2003-04, 2006-07, 2008-09, 2010-11 et 2023-24. - Coupe de Bahreïn (7) : - Vainqueur : 1973, 1985, 1986, 1998, 2010, 2019 et 2021. - Finaliste : 1963, 1968, 1982, 1983, 2009, 2012, 2013 et 2016.                                                                   |                                                            | - Supercoupe de Bahreïn : - Finaliste : 2007 et 2014. |